# Zeche Carl Funke

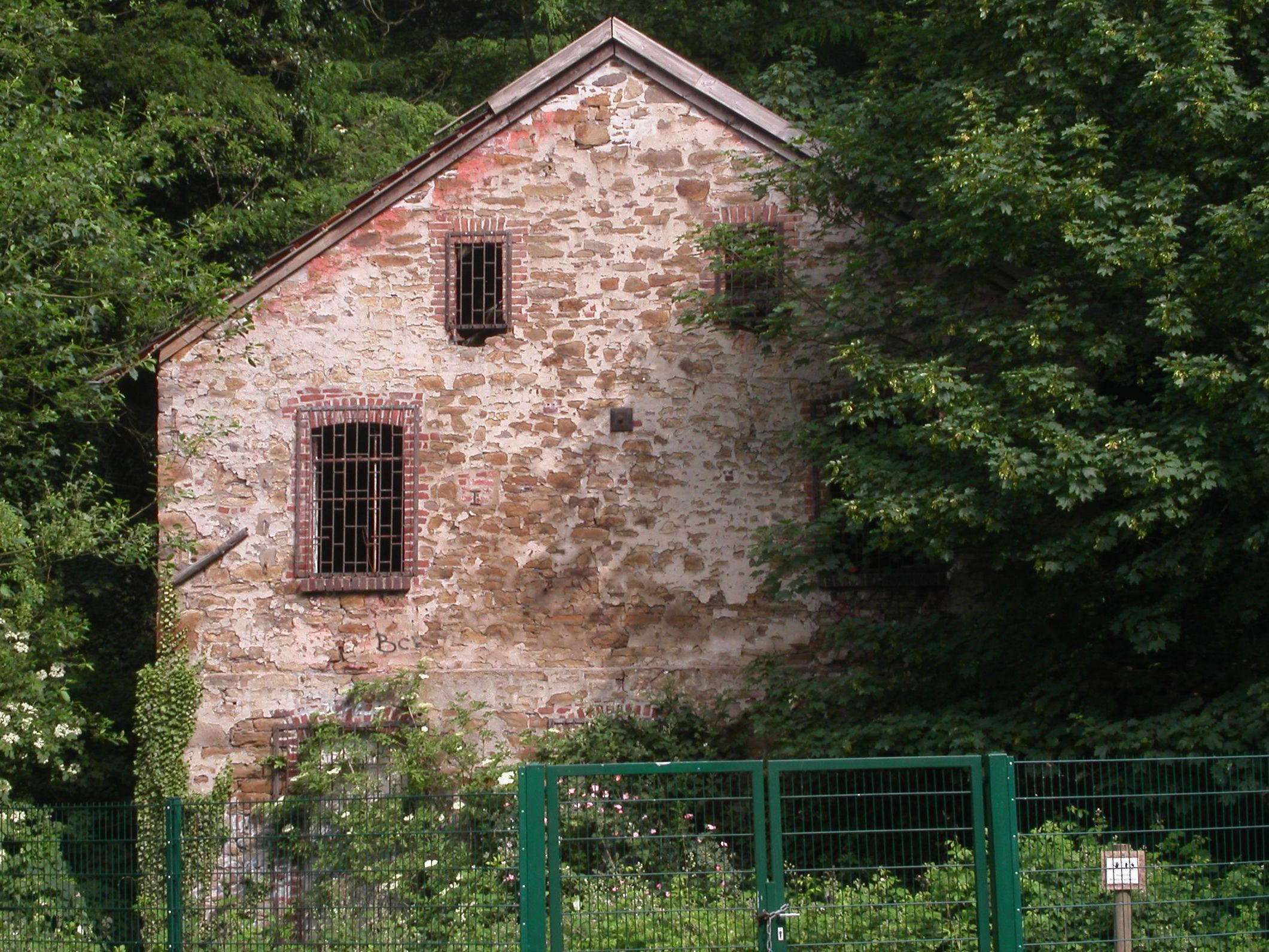
Fördermaschinenhaus der Zeche Hundsnocken

Die Zeche Carl Funke war ein Steinkohlebergwerk in Essen-Heisingen am Nordufer des Baldeneysees.

## Geschichte

### 1773 bis 1900
Wie bei den anderen Zechen im Ruhrtal gehen auch die Anfänge der Zeche Carl Funke auf ältere Stollenbetriebe zurück. So wurde 1773 durch das damalige Bergregal die Kohlenkoncession der Zeche Hundsnocken verliehen. Diese Stollenzeche, welche ihre Berechtsame in Heisingen auf dem späteren Zechengelände nördlich des heutigen Baldeneysees hatte, schloss sich in den folgenden Jahren mit anderen Koncessionen zu einer bergrechtlichen Gewerkschaft zusammen. 
Ab 1804 stand der Stollen Hundsnocken in Förderung. Bedingt durch die zeitweise Besetzung des Gebietes nördlich der Ruhr durch napoleonische Truppen wurde der Betrieb immer wieder unterbrochen. Später wurden an der Anhöhe tiefere Stollen angefahren. Im Gegensatz zu der aufstrebenden Nachbarzeche Vereinigte Pörtingssiepen blieb die Zeche Hundsnocken zunächst nur als kleiner Stollenbetrieb mit acht Anteilseignern und einer jährlichen Förderung von 1000 Tonnen Anthrazitkohle bestehen. Erst ab ungefähr 1825 wurde durch den Aufschluss des reichen Flözes Mausegatt die Förderung immens gesteigert, und zwar bis auf 30.000 Tonnen jährlich. Nach und nach wurden zwei Zechenhäuser errichtet.
1841 wurde mit dem Tiefbau durch Niederbringen eines tonnlägigen Schachtes begonnen. Da auf Dauer die Stollenbetriebe nicht mehr genügend gewinnbare Vorräte aufwiesen, wurde 1870 die Zeche Hundsnocken mit einigen Nachbaranlagen zur Gewerkschaft der Zeche Heisinger Tiefbau konsolidiert. Die tieferen Tiefbausohlen wurden durch den tonnlägigen Schacht weiter erschlossen. Auf Dauer konnte aber die Zeche Heisinger Tiefbau in der Entwicklung mit den Nachbarzechen nicht mehr Schritt halten. Ein entscheidender Einschnitt war der Eintritt Carl Funkes als Grubenvorstand der Zeche Vereinigte Pörtingssiepen. Funke begann mit dem systematisch aufeinander zugeschnittenen Ausbau der Zechen Ver. Pörtingssiepen, Gottfried Wilhelm und schließlich ab 1880 auch Heisinger Tiefbau.
Die Zeche Heisinger Tiefbau hatte kurz vor dem Bankrott gestanden, als sie in den Besitz der Firma von Carl Funke ging. Die bergrechtliche Gewerkschaft wurde in eine neue Gesellschaft namens Rheinische Anthracitkohlenwerke A.G. umgewandelt. Diese begann nun mit dem planmäßigen Ausbau der Zeche, um die Liquidation der Bergwerksbetriebe abzuwenden. Zunächst wurde ein Hilfsschacht eingebracht, der den maroden tonnlägigen Schacht ersetzen sollte. Von 1897 bis 1899 wurde der erste echte seigere Schacht namens Friedrich Wilhelm niedergebracht. Dieser übernahm fortan die Gesamtförderung der Zeche. Über Tage bestand eine Anschlussbahn zum Bahnhof Kupferdreh.

### 1900 bis 1945
Die Zechen aus dem Funke’schen Bergwerksbesitz gingen zusammen mit der Zeche Vereinigte Dahlhauser Tiefbau und der Zeche Hercules in die neu gegründete Essener Steinkohlenbergwerke AG ein. Carl Funke wurde Vorstandsvorsitzender. Die Zeche Heisinger Tiefbau wurde 1906 in Zeche Carl Funke umbenannt. Errichtet wurden eine leistungsstarke Aufbereitung und eine Brikettfabrik. Die Zeche konnte fortan 200.000 Tonnen Anthrazitkohle jährlich fördern. Die positive Entwicklung der Zeche hielt in den Folgejahren an. Weitergehende Expansionspläne wurden allerdings zunächst nicht verwirklicht.
Nach dem Ersten Weltkrieg wurden die Planungen für den Ausbau der Zeche erneuert und trotz der allseitigen Krise im Ruhrbergbau realisiert. 1924 bis 1926 wurde neben Schacht 1 der Schacht 2 niedergebracht. Er erhielt einen Tomson-Bock als Förderanlage, welcher von der 1925 stillgelegten Zeche Victoria in Kupferdreh hierher transportiert wurde. 1931 wurde als Schacht 3 der stillgelegte Schacht der Zeche Prinz Friedrich angeschlossen. Damit begann die Ostwanderung des Grubenfeldbesitzes von Carl Funke. Im Rahmen der Kooperation zwischen den Ruhrtalzechen der Essener Steinkohlenbergwerke AG waren die Schachtanlagen mittlerweile durch Verbindungsstrecken zusammengeschlossen worden. Sie fungierten aber weiter als separate Förderanlagen. Die Verbindung zwischen der Zeche Gottfried Wilhelm und Carl Funke wurde 1943 über ein Gesenk aufgefahren, und die Förderung wurde auf der Zeche Gottfried Wilhelm eingestellt. Die Förderung erreichte bald mit 630.000 Tonnen jährlich ihren Höchststand.

### 1945 bis 1967
Nach dem Zweiten Weltkrieg wurde die Auffahrung der Verbindung fortgesetzt. 1955 ging die Essener Steinkohlenbergwerke AG in den Besitz der Mannesmann AG über. 1957 wurde die Zeche Gottfried Wilhelm endgültig an die Zeche Carl Funke angeschlossen. Der Förderstandort Gottfried Wilhelm wurde endgültig aufgegeben. Die Gottfried-Wilhelm-Schächte blieben bis Ende 1972 offen. Parallel dazu wurde in den 1950er Jahren die Brikettfabrik auf Carl Funke von Grund auf neugebaut. Weiterhin setzte sich die Ostwanderung der Zeche Carl Funke fort. Auf einem Gelände im Duschenhofener Wald, auf dem schon Anfang der 1950er Jahre eine Kleinzeche der Essener Steinkohlenbergwerke AG gearbeitet hatte, wurde von 1957 bis 1959 der Schacht Carl Funke 4 niedergebracht. Dieser ging als Seilfahrtschacht in Betrieb und wurde mit einem vollwandigen Fördergerüst ausgestattet.
In den Jahren 1962 bis 1968 wurde auf dem Bergwerk ein Großversuch zur hydromechanischen Gewinnung durchgeführt. 1963 bis 1964 wurde der Schacht 2 mit einem modernen Förderturm in Stahlskelettbauweise überbaut. Die Aufbereitung wurde erneut modernisiert. 1965 erfolgte der Anschluss der Zeche Vereinigte Dahlhauser Tiefbau unter Aufgabe des dortigen Förderstandortes. Schacht Altendorf 2 und Dahlhauser Tiefbau 2 wurden als Schacht Carl Funke 5 und 6 übernommen. 1967 erfolgte der Verbund der Zeche Carl Funke mit der Zeche Vereinigte Pörtingssiepen zum Verbundbergwerk Pörtingssiepen/Carl Funke. Dieses Verbundbergwerk ging in die Ruhrkohle AG ein.

## Heutiger Zustand
Nach der Stilllegung des Verbundbergwerks 1973 lag das Betriebsgelände zehn Jahre verwaist. Ab 1985 wurden fast alle Tagesanlagen abgebrochen. Als Industriedenkmal erhalten blieben nur das Fördergerüstes Schacht Carl Funke 1, das alte Fördermaschinenhaus der Zeche Hundsnocken und das Torhaus der Zeche. Nach der Renaturierung des Zechengeländes siedelte sich dort der Kleingartenverein Carl-Funke Heisingen e. V. an, der das frühere Torhaus als Gemeinschaftshaus nutzt. Das Fördergerüst ist ebenso wie die von 1900 bis 1901 errichtete Siedlung Carl Funke ein Teil der Route der Industriekultur. Die erhaltenen Zechengebäude sowie mehrere Wohnhäuser in der Siedlung Carl Funke stehen unter Denkmalschutz (siehe Liste der Baudenkmäler in Heisingen).
2012 kaufte der Kletterhallenbetreiber und Industriekletterer Mike Schuh das inzwischen eingezäunte Fördergerüst. Er verpflichtete sich damit, das Denkmal vor dem Verfall zu schützen. Darüber hinaus genehmigte die Stadt Essen seinen Antrag auf Nutzungsänderung. Das Strebengerüst könnte also in Zukunft zeitweise für zahlende Gäste begehbar gemacht werden.